# 未成年人网络保护条例
《未成年人网络保护条例》由中华人民共和国国家互联网信息办公室依照《中华人民共和国未成年人保护法》的规定以立法的形式予以制定。该条例由总则、网络信息内容建设、未成年人网络权益保障、预防和干预、法律责任、附则共六个章节组成，总计三十六条，是一部为了营造健康、文明、有序的网络环境，保障未成年人网络空间安全，保护未成年人合法权益，促进未成年人健康成长而制定的国家级法律。条例於2023年9月20日在国务院常务会议上审议通过。

## 早期提案及制定缘由
本章节内容引用自傅延华代表：建议制定《未成年人网络保护条例》（来源于中国人大网）
- 全国人大代表、山东枣庄市检察院副检察长傅延华于2009年的中华人民共和国第十一届全国人民代表大会第二次全体会议召开期间以“未成年人通过网络接触了有害信息，损害了未成年人的身心健康为由”提出提案，希望中国政府可以在已有的关于未成年人网络保护的法律法规上制定出一部能够全方位为未成年人网络保护提供有力的法律保障的《中华人民共和国未成年人网络保护条例》。
- 在《未成年人网络保护条例》提出前，中国政府对未成年人网络保护方面的立法较为零散、杂乱，诸如《中华人民共和国刑法》、《中华人民共和国未成年人保护法》《中华人民共和国预防未成年人犯罪法》、《中华人民共和国计算机信息系统安全保护条例》、《中华人民共和国计算机信息网络国际联网管理暂行规定》、《中华人民共和国计算机信息网络国际联网管理暂行规定实施办法》、《中华人民共和国计算机网络信息国际安全保护管理办法》、《中华人民共和国互联网上网服务营业场所管理办法》、《中华人民共和国计算机信息网络管理暂行规定实施办法》、《中华人民共和国电信条例》等法律法规虽涉及到了未成年人网络保护方面，但也的确对中华人民共和国的未成年人保护事业的顺利开展带来了诸多法律缺憾。这些法律法规对未成年人网络保护在法律层面上做出了许多有益的尝试，而制定《未成年人网络保护条例》则不仅是为未成年人网络保护提供了原则性规定，也是对关于未成年人网络保护的整体制度的具体细化，更便于有效的实施。

## 关于条例草案
- 2016年9月30日～10月31日期间，由中华人民共和国国家互联网信息办公室根据《国务院2016年立法工作计划》起草的《未成年人网络保护条例（草案征求意见稿）》首次向社会进行了公开的意见征集。
- 2017年1月6日～2月6日期间，《未成年人网络保护条例》的草案在经过了之前的意见征集并进行了适当调整后，由中华人民共和国国务院法制办公室以送审稿的方式通过网络渠道再次对外公开并向公众征集了相关意见与建议。

## 条例内容概述
《未成年人网络保护条例》共涵盖了7类内容，明确了未成年人网络保护的管理体制，建立了网上内容管理制度，对预装未成年人上网保护软件作出了选择性要求，强化了对未成年人网上个人信息保护，针对网络欺凌问题作出了规定，规范了对网络沉迷的预防和干预活动，并规定了违反该条例所应承担的法律责任。